# Král ve žlutém
Král ve žlutém (1895, The King in Yellow) je sbírka deseti mysteriózních hororových a dekadentních povídek amerického spisovatele Roberta Williama Chamberse. V této a v dalších podobných povídkových sbírkách Chambers navázal na Edgara Allana Poea a Ambrose Bierceho a ovlivnil jimi Howarda Phillipse Lovecrafta, který jej považoval za jednoho z předchůdců jeho Mýtu Cthulhu a žánru weird fiction.
První čtyři povídky sbírky – The Repairer of Reputations (Nápravce reputací), Mask (Maska), In the Court of the Dragon (Ve Dračím dvorci) a The Yellow Sign (Žluté znamení) se týkají makabrózní divadelní hry o dvou jednáních Král ve žlutém, podle které dostala sbírka své jméno. Dále jsou tyto povídky ještě spojeny příšernou říší Carcosa, tajemnou a zlovolnou nadpřirozenou entitou zvanou Král ve žlutém a strašidelným symbolem zvaným Žlutá maska.
Další povídka Demoiselle d'Ys je fantaskní příběh s duchařským motivem a The Prophets' Paradise (Ráj proroků) je sledem tajemných básní v próze. Závěrečné čtyři dekadentní povídky pojmenované podle ulic v pařížské Latinské čtvrti - The Street of the Four Winds (Ulice Čtvera světových stran), The Street of the First Shell (Ulice u První střely), The Street of Our Lady of the Fields (Ulice Panny Marie v Polích) a Rue Barrée – líčí příběhy mladých amerických umělců v Paříži. Navazují na Chambersův vzpomínkový knižní debut Ve čtvrti a zachycují bohémský život (jedná se o nejslabší povídky celé sbírky).

## Carcosa
Divadelní Král ve žlutém přivádí lidi, kteří se s ní seznámí na pokraj nepříčetnosti (žlutá barva tak symbolizuje šílenství). O obsahu hry se však dozvídáme jen z útržků, které nám sdělí postavy povídek, jimž hra zakalila mysl. Tito lidé jsou také spojení se zlověstnou říší Carcosa, ležící nejspíše v jiném vesmíru, jak o tom svědčí následující úryvek:
O břehy rozbíjí se vln mračných řada

do hlubin jezerních dvojí slunce padá

a stíny dlouží se

v Carcose.

Podivná noc, kdy černé hvězdy svítí

a luny podivné nebesy se řítí,

však ještě podivnější jest

ve ztracené Carcose.

Písním, jež Hyádami budou vyzpívány,

kde korouhve krále vlají rozervány

zhynouti dávno jest

v soumračné Carcose.

Mrtev již hlas můj; písni duše mé

zemři neslyšena, jak slzy neuroněné

uschnou a zhynou

ve ztracené Carcose.

Cassildina píseň ze hry Král ve žlutém, dějství první, výjev druhý, překlad Petr Pálenský.
Jméno Carcosa převzal Chambers z povídky Ambrose Bierceho An Inhabitant Of Carcosa (1886, Obyvatel Carcosy), ve které jde o tajemné, starobylé a dávno zničené město. Podle Chamberse leží Carcosa na břehu jezera Hali v Hyádách a jde o prokleté místo. I jméno Hali převzal Chambers z Bierceho povídky. Poblíž Carcosy pak leží další místa jako Yhtill a Aldebaran.
Carcosa je spojena s nadpřirozenou bytostí zvanou Hastur, jejíž jméno opět Chambers převzal od Bierceho. Podle Lovecrafta je Král ve žlutém jedním z avatárů této bytostí, která patří k hlavním bohům jeho Mýtu Cthulhu. Jeho znamením je Bledá maska a strašidelný symbol Žluté znamení. Následující úryvek, který uvádí povídku Maska, vytváří děsivou představu bytosti, u níž je maska součástí jeho obličeje.
Camilla: Vy, pane, měl byste sejmouti masku.

Cizinec: Skutečně?

Cassilda: Skutečně, je na čase. Své přestrojení jsme odložili všichni, až na vás.

Cizinec: Přišel jsem bez masky.

Camilla: (zděšeně stranou Cassildě) Bez masky? Bez masky!

Král ve žlutém, dějství první, výjev druhý, překlad Petr Pálenský.

## Obsah povídek sbírky

### Nápravce reputací
Povídka se odehrává v USA roku 1920, tj. v autorově budoucnosti. Během pětadvacetiletého fiktivního vývoje USA je například uzákoněna eutanazie uskutečňovaná v tzv. Státních usmrcovacích komorách, které lze běžně nalézt v amerických městech. Vypravěčem povídky je mladý muž jménem Hildred Castaigne, jehož osobnost se pomalu mění po poranění hlavy, které utrpěl po pádu z koně. Postupně u něho propuká duševní choroba, takže jde o typického nespolehlivého vypravěče. Realita je v povídce podávána očima šílence (například sejf s diadémem je ve skutečnosti plechovka s bezcennou cetkou), který si není svého šílenství vědom. Při své rekonvalescenci čte Hildred Krále ve žlutém a hra jej velice znepokojuje. Stává se z něho samotář a stýká se především s podivným panem Wildem, který se živí jako nápravce reputací. Wilde Hidredovi tvrdí, že je dědicem Posledního krále Americké císařské dynastie pocházející z Carcosy a Hidred je ochoten pro své nástupnictví spáchat i vraždu. Na konci povídky je poznámka že pan Castaigne skonal v Léčebně pro duševně choré trestance.

### Maska
Tato povídka je jakousi příšernou snovou pohádkou. Jejím vypravěčem je výtvarník Alec, který žije v Paříži se svými přáteli, malířem Jackem Scottem a sochařem Borisem Yvainem (ten je již zmíněn v Opraváři reputací jako tvůrce sousoší Sudiček). Boris je objevitelem zvláštní kapaliny, která změní jakýkoliv objekt (rybičky, králíka atp.) v mramor. Za tímto účelem si Boris vybuduje růžově obložený bazének, ve kterém k přeměně dochází. V Borisově ateliéru se Alec náhodu seznámí s knižním vydáním Krále ve žlutém. Alec i Boris milují dívku Geneviève, která dává přednost Borisovi. Díky tomu Alec trpí maskou přetvářky, která se stane jeho součástí. Noc mu masku snímá a Alec se zmítá v krutém vnitřním zápase vyvolaném láskou ke Geneviève. Ráno mu pak masku opět nasadí a Alec se ke Geneviève a k Borisovi chová, jako by se nic nestalo. Geneviève onemocní prudkou horečkou, tvrdí, že chce zemřít, a je proto držena pod vlivem drog. Následně onemocní i Alec, jehož tvář připomíná bledou masku. V deliriu se mu ukazuje Král ve žlutém, věže Carcosy i jezero Hali. Když se probere, Jack Scott mu sdělí, že Geneviève i Boris jsou mrtvi. Nemocná dívka se vrhla do Borisova růžového bazénku a změnila se v mramorovou sochu. Boris se následně zastřelil. Tu najednou přestane efekt kapaliny působit a všechny zkamenělé objekty znovu ožijí, včetně Geneviève.

### Ve Dračím dvorci
Vypravěč povídky se snaží najít v pařížském kostele sv. Barnabáše klid a doufá, že se tak zbaví duševních muk, které mu přináší čtení Krále ve žlutém. Během nešpor si všimne, že varhaník, přízračná černá postava s bílou tváří a krutýma očima, jej nenávistně pozoruje. Vypravěč se snaží před přízrakem uprchnout, ale marně. Kam se v Paříži vrtne, tam se přízrak objeví. Setká se sním i ve Dračím dvorci (tak se jmenuje dům, ve kterém vypravěč bydlí), kde se mu již nemůže vyhnout. Začíná mu připadat, že hrozba přízraku je zasloužená za něco dávno zapomenutého, a pochopí, že mu nemůže uniknout, že je vše marné. Tu se probudí v kostele a myslí si, že vše byl sen. Ale přízrak se objeví i teď, a vypravěč jej konečně pozná jako bytost, kterou před dlouhým časem díky své slabosti poslal do strašlivého sídla ztracených duší. Kostel zmizí, vypravěč náhle stojí na břehu jezera Hali a v dáli vidí věže Carcosy. Toto jsou jeho poslední slova: A já nyní slyšel jeho hlas, jak se zvedá, roste, hřmí v planoucím světle. A jak jsem padal, ta zář stoupala a stoupala, až se převalila přese mě v ohnivých vlnách. Klesal jsem do hlubin a slyšel Krále ve žlutém, jak šeptá mé duši: „Je strašné padnout do rukou živému Bohu!“ (jde o citát z Bible: List Židům 10, 31).

### Žluté znamení
Vypravěčem povídky, odehrávající se v New Yorku koncem 19. století je malíř Scott. Ten odmítá Krále ve žlutém číst, neboť si uvědomuje tragédii Hildreda Castaigna z povídky Nápravce reputací. Začne ho pronásledovat příšerně vyhlížející hlídač z blízkého kostela, přízrak s nabobtnalým obličejem, chodící mrtvola s bledou maskou. Navíc Scott dostane od své modelky a milenky Tessie sponu, kterou našla. Spona je z černého onyxu a je do ní ve zlatě zasazen prazvláštní symbol (glyf) nepocházející z žádného lidského písma – Žluté znamení. Jednoho dne Tessie objeví ve Scottově knihovně Krále ve žlutém a hru si přečte, což následně udělá i Scott. Oba se dostanou na dno duševních sil a dlouho do noci hovoří spolu o Králi, Bledé Masce, jezeru Hali a Carcose. Pak zjistí, že si bledý přízrak přichází do ateliéru pro Žluté znamení. Lidé z domu, probuzeni příšerným křikem, vtrhnou do Scottova bytu a najdou umírajícího Scotta, mrtvou Tessii a vede nich rozložené ostatky hlídače z kostela, o kterém přivolaný lékař usoudí, že musí být mrtvý již několik měsíců.

### Demoiselle d'Ys
Američan Philip se při lovu ztratí v bretaňském vřesovišti ve Finistère. Když se již chystá na to, že stráví noc pod širým nebem, setká se s devatenáctiletou dívkou Jeanne doprovázenou dvěma sokolníky, kteří se jmenují Hastur (souvislost s nadpřirozenou bytostí zvanou Hastur z Krále ve žlutém je nejasná) a Raoul. Dívka jej pozve na svůj hrad Chateau d'Ys (Ys je bájné keltské město, které mělo stát na mělčině na pobřeží Bretaně), kde prožila celý svůj dosavadní život. Oba mladí lidé se do sebe zamilují, pak však Philipa uštkne v zahradě hradu smrtelně jedovatá zmije. Philip omdlí a probere se uprostřed hromady starých rozvalin, kde najde náhrobní kámen, na kterém je napsáno: "Modleme se za duši demoiselle Jeanne d'Ys, jež skonala v útlém věku pro lásku k Philipovi, cizinci. L.P. 1573."

### Ráj proroků
Tento text je uveden krátkou básní, po které následuje osm krátkých tajemných básní v próze (Ateliér, Fantom, Oběť, Osud, Dav, Šašek, Zelený pokoj a Zkouška lásky), které působí jako snové vyprávění a jsou v nich personifikovány Láska a Pravda. Je v nich využíváno opakování stejných vět a vyznačují se vnitřní symetrií. Začínají a končí podobnou nebo dokonce stejnou větou, takže některé z nich je možno číst i od konce. Opakování vět v různých kontextech vytváří různé významy, pokud je možno nějaký význam kromě zvláštního citového působení rozeznat.

### Ulice Čtvera světových stran
Umělec Severin, který žije sám v pařížské Latinské čtvrti v ulici Čtvera světových stran se doma stará o kočku, kterou chce vrátit její paní jménem Sylvie. Ta bydlí ve stejném domě a tak se jí rozhodne navštívit. "Když poznal, že je mrtvá, políbil jí na ústa. A skrz dlouhé noční vigilie kočka předla v jeho klíně a střídavě zatínala a povolovala své drápky na měkkých tlapkách, dokud nebe nepobledlo nad ulicí Čtvera světových stran!. Povídka je slabou nápodobou Edgara Allana Poea s využitím několika jím už exponovaných motivů, včetně kočky.

### Ulice U první střely
Příběh se odehrává roku 1870 během obléhání Paříže za Francouzsko-pruské války. V Latinské čtvrti žije americký malíř Jack Trent se svou modelkou Sylvií. Jeho přítel Hartman je zatčen a obviněn, že je pruský špion a hrozí mu trest smrti. Trent mu slíbí, že se postará o jeho dítě a nechá je zanést do svého bytu. Pak se zúčastní krvavě potlačeného výpadu na pruské pozice, který má za následek bombardování Paříže. Trent spěchá zpátky do města zjistit, zda je Sylvie v pořádku. Na zdi jeho vybombardované ulice nachází nápis "Sem přiletěla první střela". Jeho dům je v troskách, ale Sylvii i dítě nalézá v pořádku.

### Ulice Panny Marie v Polích
Povídka zachycuje prohlubující se přátelství mezi naivním mladým Američanem Hastingsem a sexuálně zkušenou pařížskou modelkou Valentine z Latinské čtvrti.

### Rue Barrée
Povídka vypráví o tom, jak se americký student hudby Selby zamiluje v Latinské čtvrti do neznámé dívky a pojmenuje ji podle ulice, ve které bydlí, Rue Barrée. Příběh pak končí výstupem opilého Selbyho po fasádě za svou láskou. V dívčině pokoji vystřízliví a dívka mu daruje růži a vyvede jej na ulici.

## Ohlasy v umění

### Hudba
- Americká rocková skupina Blue Öyster Cult se v písni ETI (Extra Terrestrial Intelligence) z roku 1976 odkazuje na Krále ve žlutém.
- Britská black metalová skupina Anaal Nathrakh má ve svém albu Eschaton píseň s názvem The Yellow King
- Česká black metalová skupina Root má ve svém albu Chrám v podsvětí zhudebněnou Casildinu píseň.

### Film a televize
- The Yellow Sign (2001, Žluté znamení), americký film, režie Aaron Vanek.
- Motivy z povídek knihy Král ve žlutém inspirovaly americký televizní seriál True Detective (2014, česky jako Temný případ), režie Cary Joji Fukunaga.[8]

## Česká vydání
- povídka Žluté znamení vyšla samostatně v antologii Přízraky, zázraky & spol., Albatros, Praha 2007
- Král ve žlutém, Argo, Praha 2014, přeložil Petr Pálenský.